# Alopecosa palmae
Alopecosa palmae là một loài nhện trong họ Lycosidae.
Loài này thuộc chi Alopecosa. Alopecosa palmae được Joachim Schmidt miêu tả năm 1982.